# 雷吉娜·德福爾熱

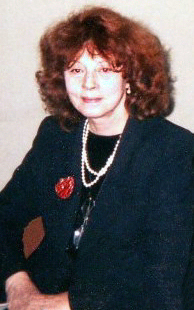
1996年的雷吉娜·德福爾熱

雷吉娜·德福爾熱（法語：Régine Deforges，1935年8月15日—2014年4月3日），是一名法国作家、编剧和电影导演。她有大量作品问世。
2014年4月3日，她因心脏病去世，死于巴黎，享年78岁。